# Vrícko
Vrícko (allemand : Münnichwies, hongrois : Turócremete) est un village de Slovaquie situé dans la région de Žilina.

## Histoire
La première mention écrite du village date de 1594.

## Démographie

### Évolution de la population
| Année:               | 1994. | 2004.   | 2014.   | 2024.   |
| -------------------- | ----- | ------- | ------- | ------- |
| Nombre de personnes: | 397   | 427     | 451     | 433     |
| Différence:          |       | +7,55 % | +5,62 % | -3,99 % |

| Année:               | 2023. | 2024.   |
| -------------------- | ----- | ------- |
| Nombre de personnes: | 438   | 433     |
| Différence:          |       | -1,14 % |